# Baryceros minor
Baryceros minor är en stekelart som först beskrevs av Charles Thomas Brues 1912.  Baryceros minor ingår i släktet Baryceros och familjen brokparasitsteklar. Inga underarter finns listade.